# 旭川市水道局
旭川市水道局（あさひかわしすいどうきょく）は、北海道旭川市の水道事業及び下水道事業を担う地方公営企業。

## 概要
元来、旭川市は河川が数多く流れ、地下水も豊富にあるため、市民は生活用水の確保に不便を感じていなかった。しかし、1909年に大日本帝国陸軍第7師団衛戍地内でチフスが発生したことを受け、衛生的な飲料水の確保が急務となった。
衛生的な飲料水の確保のため、1913年に第7師団が置かれた地域を給水区域とする軍用水道の運用が開始し、終戦後は連合軍の占領物件となったが、1946年8月15日に一時使用の許可を得て大蔵省と協定を締結。当初、給水業務は春光区雑用水利用組合が担っていたが、1948年4月に旭川市特別会計に移管され、改めて許可申請を行い、同年8月に北海道知事より許可され、1963年6月に上水道施設が国から譲与された。

## 沿革
- 1948年（昭和23年）- 上水道の運用が開始する[1]。
- 1952年（昭和27年）- 地方公営企業法が適用される[1]。
- 1966年（昭和41年）12月28日 - 旭川市水道事業及び公共下水道事業の設置等に関する条例が制定される[1][3]。
- 1967年（昭和42年）- 旭川市の公共下水道事業に地方公営企業法を適用する条例が制定される[1]。
- 1975年（昭和50年）- 水道局庁舎（現在の庁舎）が完成する[1]。
- 1998年（平成10年）- 旭川市水道50周年記念式典を挙行する[1]。
- 2019年（平成31年 / 令和元年）- 簡易水道事業に地方公営企業法の全部が適用される[1]。

## 組織
- 旭川市水道事業管理者
  - 上下水道部
    - 総務課 - 総務係、管理係
    - 経営企画課 - 経営企画係、経理係、契約係
    - 料金課 - 料金集計係、料金収納係
    - 管路管理課 - 給排検針係、維持係
    - 水道施設課 - 水道事業係、水道建設係
    - 下水道施設課 - 下水道事業係、下水道建設係
    - 浄水課 - 施設整備係、水質試験係、石狩川浄水場、忠別川浄水場
    - 下水処理センター - 施設管理係、施設建設係、水質係

2020年（令和2年）4月1日現在